# Stéphanie Debette
Stéphanie Debette, née le 15 janvier 1976 à Boulogne-Billancourt, est une neurologue et épidémiologiste française. Elle mène des études génomiques et épidémiologiques collaboratives sur les accidents vasculaires cérébraux, les traits cognitifs et les marqueurs d'imagerie du vieillissement cérébral, en particulier la maladie des petites artères cérébrales. 
Elle dirige l'Institut du cerveau (ICM) depuis janvier 2025.

## Biographie
Élevée dans une famille franco-allemande, Stéphanie Debette a suivi une formation générale au lycée international de Saint-Germain-en-Laye, dans les Yvelines, en France. Elle est diplômée de la faculté de médecine de Paris-Ouest avec un internat en neurologie au CHRU de Lille et une formation complémentaire en neurologie vasculaire. En parallèle, elle a obtenu un master en génétique statistique (Université Paris 11) et un doctorat en épidémiologie (Université de Lille et Institut Pasteur de Lille, 2008),. 
Après un séjour de recherche en neurosciences cliniques au St George's University Hospital de Londres, elle a été post-doctorante à la Boston University School of Medicine, dans l’unité de neuroépidémiologie et de neurogénétique de la Framingham Heart Study. Elle a obtenu son habilitation à diriger des recherches à l'Université Paris 7 (actuellement Paris Cité) en 2013.

## Parcours professionnel

### Recherche
Stéphanie Debette a travaillé comme maître de conférences / MCU-PH à Paris entre 2010 et 2014, à l'université de Versailles – Saint-Quentin-en-Yvelines, Inserm U708 (Université Paris 6, Neuroépidémiologie) puis l’hôpital Lariboisière et l’unité Inserm U1161 (Université Paris 7, Génétique et physiopathologie des maladies cérébrovasculaires). En 2014, elle est nommée professeure des universités – praticienne hospitalière (PU-PH) en épidémiologie santé publique -neurologie à l'Université de Bordeaux et au CHU de Bordeaux,.
Ancienne lauréate Fulbright et adjunct associate professor à l'université de Boston, elle a été professeure invitée à l'Université de Kyoto.
De 2022 à 2024, elle a été directrice du centre de recherche Bordeaux Population Health, (université de Bordeaux - Inserm U1219) destiné à la recherche en santé publique dans différents domaines, dont la santé cérébrale tout au long de la vie.
Stéphanie Debette a dirigé des études génomiques et épidémiologiques collaboratives sur les accidents vasculaires cérébraux,, les traits cognitifs et les marqueurs en imagerie du vieillissement cérébral, en particulier la maladie des petits vaisseaux cérébraux. Ses travaux visent à déchiffrer les mécanismes moléculaires sous-tendant les maladies liées au vieillissement cérébral et à améliorer la prévention et le traitement des accidents vasculaires cérébraux et de la démence. Elle est (co-)auteure de plus de 200 articles,. Elle a dirigé un ERC,, un programme de recherche hospitalo-universitaire des investissements d'avenir sur la maladie des petits vaisseaux cérébraux (RHU-SHIVA),, et a coordonné ou contribué à plusieurs projets européens (JPND, Horizon 2020,,). Elle a mis en place et coordonné le consortium CADISP sur les dissections artérielles cervicales,,,, siège dans le comité scientifique du consortium CHARGE et a présidé l'International Stroke Genetics Consortium (ISGC) entre 2017 et 2019.
Depuis 2015, elle a initié et coordonné l'école d'été Neurepiomics, organisée en rotation en France, aux États-Unis et au Japon. Avec le soutien de l'Institut Culturel Bernard Magrez et de la Fondation Université de Bordeaux, elle a fondé l'initiative Music for the Brain, associant conférences grand public et concerts caritatifs visant à soutenir la recherche sur le cerveau,.

### Vice-présidente de l'université de Bordeaux
Stéphanie Debette a occupé le poste de vice-présidente chargée des relations extérieures à l'Université de Bordeaux entre février 2018 et 2022,,. Elle a été la première présidente du board of directors de l'alliance d’universités européennes ENLIGHT, (2019-22) et investigatrice principale du programme de recherche et innovation (H2020) de l'alliance.

## Distinctions

### Prix
- Grand Prix scientifique de la Fondation NRJ-Institut de France, remis sous la Coupole du Quai Conti le 19 juin 2024.
- Prix Marie-Paule Burrus de la Fondation pour la Recherche Médicale (2023)[45]
- Prix de l’excellence scientifique de la European Stroke Organisation (2019)[46]
- Prix de la fondation Claude-Pompidou pour la recherche sur la maladie d'Alzheimer (2016)[47],[48],[49]
- Prix de la fondation Bettencourt-Schueller pour les jeunes chercheurs (2008)[50]
- Fulbright fellowship (2008)[9]
- Prix de la Lilly Foundation pour les jeunes chercheurs (2007)[1]

### Décorations
- 2021 : chevalier dans l'ordre national du Mérite[51].